# مارسيا أندرسون
مارسيا أندرسون (بالإنجليزية: Marcia Anderson)‏ هي محامية أمريكية، ولدت في 1958 في بلويت في الولايات المتحدة.